# Chiesa di San Giovanni Battista (Gand)
La chiesa di San Giovanni Battista (in olandese: Sint-Jan Baptistkerk) è una chiesa parrocchiale in stile neogotico nella città belga di Gand. La chiesa si trova su Emilius Seghersplein nel quartiere Brugse Poort.

## Storia
Fino al XIX secolo, l'area di fronte a Brugse Poort era una zona rurale appena ad ovest delle mura della città di Gand. A causa dell'industrializzazione nel XIX secolo, sorsero qui fabbriche e città operaie e si sviluppò un quartiere popolare densamente popolato.
I primi progetti della chiesa furono dell'architetto Jacques Van Hoecke. Tuttavia, morì e la prima struttura crollò. Gli successe Charles Leclerc-Restiaux, che la completò dopo le modifiche. La chiesa fu consacrata il 7 ottobre 1866.
Nel 2016 è stato annunciato che la chiesa sarebbe stata venduta.